# جوزيف بي أوفرتون
جوزيف بي أوفرتون (بالإنجليزية: Joseph P. Overton)‏ هو عالم سياسة ومهندس أمريكي، ولد في 4 يناير 1960 في ميشيغان في الولايات المتحدة، وتوفي في 30 يونيو 2003 في مقاطعة توسكولا في الولايات المتحدة.

## وصلات خارجية
- جوزيف بي أوفرتون على موقع إن إن دي بي (الإنجليزية)